# FA Cup 1928/1929
Padesátý čtvrtý ročník FA Cupu (anglického poháru) se konal od 1. září 1928 do 27. dubna 1929.
Trofej získal potřetí v klubové historii Bolton Wanderers FC, který ve finále porazil Portsmouth FC 2:0.